# Yan Fu
Yan Fu (ur. 8 stycznia 1854, zm. 27 października 1921) – chiński wojskowy i uczony.
Był oficerem marynarki, w latach 1877–1879 studiował w Greenwich Naval College w Wielkiej Brytanii.
Reformator chińskiej nauki, przetłumaczył na język chiński m.in. Thomasa Huxleya, Adama Smitha, Johna Stuarta Milla, Monteskiusza, Herberta Spencera i Karola Darwina. Swoje przekłady opatrywał obszernymi komentarzami, zaś pod względem językowym starał się wzorować je na stylu klasycznych dzieł chińskich. Był współautorem Gong Jin’ou (鞏金甌), przyjętego w 1911 roku pierwszego chińskiego hymnu.
Od 1912 roku stał na czele Uniwersytetu Pekińskiego, swoją działalnością i poglądami przyczyniając się do powstania Ruchu Nowej Kultury.